# Audofleda
Audofleda (rond 470 - na 526) was de zuster van Clovis I, koning van de Franken. Zij trouwde rond ca. 493 n.Chr. (datum onbekend) met Theodorik de Grote, koning van de Ostrogoten van 471 tot 526. Theodorik stuurde een ambassadeur naar Clovis om de hand van Audofleda te vragen. Hierdoor kwam een politieke alliantie tussen Theodorik en Clovis tot stand. Doordat Theoderik zijn dochters liet huwen met de koningen van de Bourgondiërs, de Vandalen en de Visigoten verbond deze zich met alle belangrijke 'barbaarse' koninkrijken in het westen.
Theodorik en Audofleda hadden een dochter, Amalasuntha, die getrouwd was met Eutharik. Amalasuntha had op haar beurt een dochter, Mathesuntha, en een zoon, Athalarik; Amalasuntha regeerde van 526-34 als koningin/regentes van de Ostrogoten.
Audofleda was voorafgaand aan haar huwelijk niet christelijk. Vlak voor haar huwelijk werd zij gedoopt door een ariaanse bisschop.

## Gregorius van Tours
Volgens Gregorius van Tours, die zo'n vijftig jaar na de dood van Audofleda schreef, werd zij in 526 door haar dochter Amalasuntha vergiftigd, uit wraak omdat Audofleda haar minnaar zou hebben laten ombrengen.